# Lehrberg

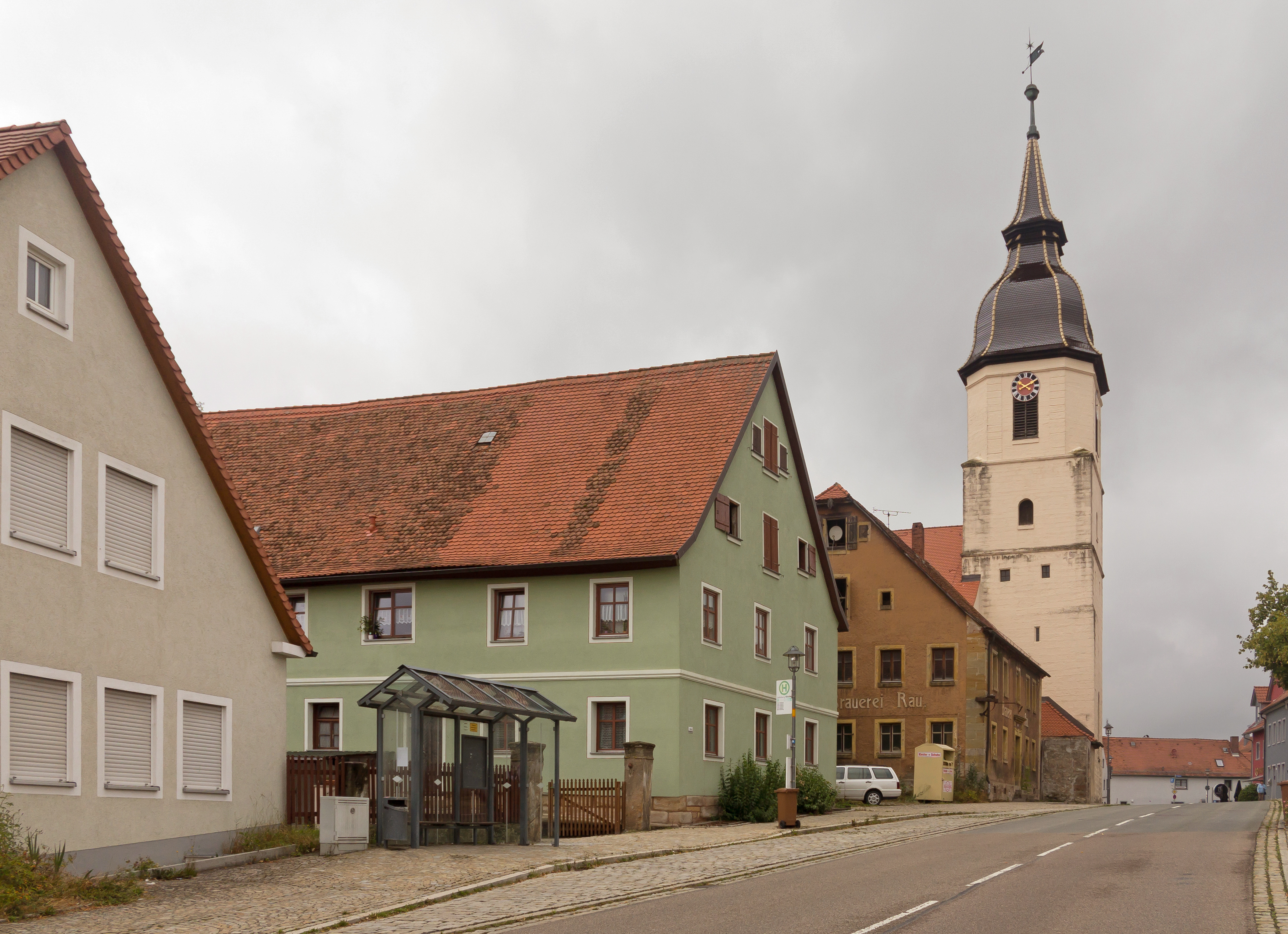
Lehrberg, l'église protestante (die Pfarrkirche Sankt Margaretha) dans la rue

Lehrberg est une commune (Markt) allemande, située en Bavière, dans l'arrondissement d'Ansbach et le district de Moyenne-Franconie.

## Géographie

Situation de Lehrberg dans l'arrondissementd'Ansbach

Lehrberg est située dans le parc naturel de Frankenhöhe, le long de la Rezat franconienne, à 7 km au nord-ouest d'Ansbach sur la "route des Châteaux" (Burgerstrasse).
Communes limitrophes (en commençant par le nord et dans le sens des aiguilles d'une montre) : Oberdachstetten, Flachslanden, Rügland, Weihenzell, Ansbach, Leutershausen et Colmberg.
Lehrberg est composée de 26 quartiers, villages et hameaux. Les communes de Hoßbach et Zailach en 1972, celle de Gräfenbuch en 1974 et celles de Brünst et Obersulzach en 1978 ont fusionné avec Lehrberg.

## Histoire
Les premiers colons s'installèrent dans la contrée au VIe ou VIIe siècle. C'est en 1059 qu'est signalée pour la première fois l'église fortifiée Ste Marguerite qui sera pendant tout le Moyen Âge un lieu de pèlerinage important.

## Démographie
Marché de Lehrberg seul :
| 1910  | 1933 | 1939  | 1961  | 1970  |
| ----- | ---- | ----- | ----- | ----- |
| 1 060 | 985  | 1 043 | 1 645 | 1 574 |

Marché de Lehrberg dans ses limites actuelles :
| 1910  | 1933  | 1939  | 1950  | 1961  | 1970  | 1979  | 2003  | 2009  |
| ----- | ----- | ----- | ----- | ----- | ----- | ----- | ----- | ----- |
| 2 341 | 2 186 | 2 148 | 3 646 | 2 887 | 2 708 | 2 570 | 3 102 | 3 119 |